# Copa Davis 2014
La Copa Davis 2014, també coneguda com a Davis Cup by BNP Paribas 2014, correspon a la 103a edició del torneig de tennis masculí més important per nacions. 16 equips participaren en el Grup Mundial i més de cent en els diferents grups regionals.

## Grup Mundial
| Equips participants | Equips participants | Equips participants | Equips participants |
| Alemanya            | Argentina           | Austràlia           | Bèlgica             |
| Canadà              | Espanya             | Estats Units        | França              |
| Itàlia              | Japó                | Kazakhstan          | Països Baixos       |
| Regne Unit          | Sèrbia              | Suïssa              | Txèquia             |
| ------------------- | ------------------- | ------------------- | ------------------- |

### Quadre
|  | Primera ronda 31 de gener - 2 de febrer      | Primera ronda 31 de gener - 2 de febrer | Primera ronda 31 de gener - 2 de febrer |                              |          | Quarts de final 4 - 6 d'abril | Quarts de final 4 - 6 d'abril   | Quarts de final 4 - 6 d'abril |   |  | Semifinals 12 - 14 de setembre | Semifinals 12 - 14 de setembre        | Semifinals 12 - 14 de setembre |  |   | Final 21 - 23 de novembre | Final 21 - 23 de novembre | Final 21 - 23 de novembre |
|  |                                              |                                         |                                         |                              |          |                               |                                 |                               |   |  |                                |                                       |                                |  |   |                           |                           |                           |
|  | Ostrava, República Txeca (dura interior)     |                                         |                                         |                              |          |                               |                                 |                               |   |  |                                |                                       |                                |  |   |                           |                           |                           |
|  | 1                                            | Txèquia                                 | 3                                       |                              |          |                               |                                 |                               |   |  |                                |                                       |                                |  |   |                           |                           |                           |
|  | 1                                            | Txèquia                                 | 3                                       | Tòquio, Japó (dura interior) |          |                               |                                 |                               |   |  |                                |                                       |                                |  |   |                           |                           |                           |
|  |                                              | Països Baixos                           | 2                                       |                              |          |                               |                                 |                               |   |  |                                |                                       |                                |  |   |                           |                           |                           |
|  |                                              | Països Baixos                           | 2                                       | 1                            | Txèquia  | 5                             |                                 |                               |   |  |                                |                                       |                                |  |   |                           |                           |                           |
|  | Tòquio, Japó (dura interior)                 |                                         |                                         | 1                            | Txèquia  | 5                             |                                 |                               |   |  |                                |                                       |                                |  |   |                           |                           |                           |
|  |                                              |                                         | Japó                                    | 0                            |          |                               |                                 |                               |   |  |                                |                                       |                                |  |   |                           |                           |                           |
|  | 7                                            | Canadà                                  | Japó                                    | 0                            | 1        |                               |                                 |                               |   |  |                                |                                       |                                |  |   |                           |                           |                           |
|  | 7                                            | Canadà                                  |                                         |                              | 1        |                               | París, França (terra batuda)    |                               |   |  |                                |                                       |                                |  |   |                           |                           |                           |
|  |                                              | Japó                                    | 4                                       |                              |          |                               |                                 |                               |   |  |                                |                                       |                                |  |   |                           |                           |                           |
|  |                                              |                                         |                                         |                              |          |                               | 1                               | Txèquia                       | 1 |  |                                |                                       |                                |  |   |                           |                           |                           |
|  | Frankfurt, Alemanya (dura interior)          |                                         |                                         |                              |          |                               | 1                               | Txèquia                       | 1 |  |                                |                                       |                                |  |   |                           |                           |                           |
|  |                                              | 5                                       | França                                  | 4                            |          |                               |                                 |                               |   |  |                                |                                       |                                |  |   |                           |                           |                           |
|  | 3                                            | 5                                       | França                                  | 4                            | Espanya  | 1                             |                                 |                               |   |  |                                |                                       |                                |  |   |                           |                           |                           |
|  | 3                                            | Nancy, França (dura interior)           |                                         |                              | Espanya  | 1                             |                                 |                               |   |  |                                |                                       |                                |  |   |                           |                           |                           |
|  |                                              | Alemanya                                | 4                                       |                              |          |                               |                                 |                               |   |  |                                |                                       |                                |  |   |                           |                           |                           |
|  |                                              | Alemanya                                | 4                                       |                              | Alemanya | 2                             |                                 |                               |   |  |                                |                                       |                                |  |   |                           |                           |                           |
|  | La Roche-sur-Yon, França (terra batuda int.) |                                         |                                         |                              | Alemanya | 2                             |                                 |                               |   |  |                                |                                       |                                |  |   |                           |                           |                           |
|  |                                              | 5                                       | França                                  | 3                            |          |                               |                                 |                               |   |  |                                |                                       |                                |  |   |                           |                           |                           |
|  | 5                                            | 5                                       | França                                  | 3                            | França   | 5                             |                                 |                               |   |  |                                |                                       |                                |  |   |                           |                           |                           |
|  | 5                                            |                                         |                                         |                              | França   | 5                             |                                 |                               |   |  |                                | Lilla, França (terra batuda interior) |                                |  |   |                           |                           |                           |
|  |                                              | Austràlia                               | 0                                       |                              |          |                               |                                 |                               |   |  |                                |                                       |                                |  |   |                           |                           |                           |
|  |                                              |                                         |                                         |                              |          |                               |                                 |                               |   |  |                                |                                       |                                |  |   |                           |                           |                           |
|  |                                              |                                         |                                         |                              |          |                               |                                 |                               |   |  |                                |                                       |                                |  | 5 | França                    | 1                         |                           |
|  | San Diego, Estats Units (terra batuda)       |                                         |                                         |                              |          |                               |                                 |                               |   |  |                                |                                       |                                |  | 5 | França                    | 1                         |                           |
|  |                                              |                                         | Suïssa                                  | 3                            |          |                               |                                 |                               |   |  |                                |                                       |                                |  |   |                           |                           |                           |
|  |                                              | Regne Unit                              | Suïssa                                  | 3                            | 3        |                               |                                 |                               |   |  |                                |                                       |                                |  |   |                           |                           |                           |
|  |                                              | Regne Unit                              | Nàpols, Itàlia (terra batuda)           |                              | 3        |                               |                                 |                               |   |  |                                |                                       |                                |  |   |                           |                           |                           |
|  | 6                                            | Estats Units                            | 1                                       |                              |          |                               |                                 |                               |   |  |                                |                                       |                                |  |   |                           |                           |                           |
|  | 6                                            | Estats Units                            | 1                                       |                              |          | Regne Unit                    | 2                               |                               |   |  |                                |                                       |                                |  |   |                           |                           |                           |
|  | Mar del Plata, Argentina (terra batuda)      |                                         |                                         |                              |          | Regne Unit                    | 2                               |                               |   |  |                                |                                       |                                |  |   |                           |                           |                           |
|  |                                              |                                         | Itàlia                                  | 3                            |          |                               |                                 |                               |   |  |                                |                                       |                                |  |   |                           |                           |                           |
|  |                                              | Itàlia                                  | Itàlia                                  | 3                            | 3        |                               |                                 |                               |   |  |                                |                                       |                                |  |   |                           |                           |                           |
|  |                                              | Itàlia                                  |                                         |                              | 3        |                               | Ginebra, Suïssa (dura interior) |                               |   |  |                                |                                       |                                |  |   |                           |                           |                           |
|  | 4                                            | Argentina                               | 1                                       |                              |          |                               |                                 |                               |   |  |                                |                                       |                                |  |   |                           |                           |                           |
|  | 4                                            | Argentina                               | 1                                       |                              |          |                               |                                 |                               |   |  | Itàlia                         | 2                                     |                                |  |   |                           |                           |                           |
|  | Astanà, Kazakhstan (dura interior)           |                                         |                                         |                              |          |                               |                                 |                               |   |  | Itàlia                         | 2                                     |                                |  |   |                           |                           |                           |
|  |                                              |                                         | Suïssa                                  | 3                            |          |                               |                                 |                               |   |  |                                |                                       |                                |  |   |                           |                           |                           |
|  |                                              | Bèlgica                                 | Suïssa                                  | 3                            | 2        |                               |                                 |                               |   |  |                                |                                       |                                |  |   |                           |                           |                           |
|  |                                              | Bèlgica                                 | Ginebra, Suïssa (dura interior)         |                              | 2        |                               |                                 |                               |   |  |                                |                                       |                                |  |   |                           |                           |                           |
|  | 8                                            | Kazakhstan                              | 3                                       |                              |          |                               |                                 |                               |   |  |                                |                                       |                                |  |   |                           |                           |                           |
|  | 8                                            | Kazakhstan                              | 3                                       |                              | 8        | Kazakhstan                    | 2                               |                               |   |  |                                |                                       |                                |  |   |                           |                           |                           |
|  | Novi Sad, Sèrbia (dura interior)             |                                         |                                         |                              | 8        | Kazakhstan                    | 2                               |                               |   |  |                                |                                       |                                |  |   |                           |                           |                           |
|  |                                              |                                         | Suïssa                                  | 3                            |          |                               |                                 |                               |   |  |                                |                                       |                                |  |   |                           |                           |                           |
|  |                                              | Suïssa                                  | Suïssa                                  | 3                            | 3        |                               |                                 |                               |   |  |                                |                                       |                                |  |   |                           |                           |                           |
|  |                                              | Suïssa                                  |                                         |                              | 3        |                               |                                 |                               |   |  |                                |                                       |                                |  |   |                           |                           |                           |
|  | 2                                            | Sèrbia                                  | 2                                       |                              |          |                               |                                 |                               |   |  |                                |                                       |                                |  |   |                           |                           |                           |

## Play-off Grup Mundial
Els partits del Play-off del Grup Mundial es van disputar el 12 i 14 de setembre de 2014 i hi van participar els vuit equips perdedors de la primera ronda del Grup Mundial contra els vuit equips guanyadors dels Grup I dels tres sectors mundials. L'elecció dels caps de sèrie es va basar en el rànquing de la Copa Davis.
| Seu (superfície)                                                 | Equip local      | Resultat | Equip visitant |
| ---------------------------------------------------------------- | ---------------- | -------- | -------------- |
| KSLTA Tennis Stadium, Bangalore, Índia (dura)                    | Índia            | 2 − 3    | Sèrbia (1)     |
| Ginásio do Ibirapuera, São Paulo, Brasil (terra batuda interior) | Brasil           | 3 − 1    | Espanya (2)    |
| Nokia Arena, Tel-Aviv, Israel (dura interior)                    | Israel           | 2 − 3    | Argentina (3)  |
| Halifax Metro Centre, Halifax, Canadà (dura interior)            | Canadà (4)       | 3 − 2    | Colòmbia       |
| Sears Centre Arena, Chicago, Estats Units (dura interior)        | Estats Units (5) | 5 − 0    | Eslovàquia     |
| Cottesloe Tennis Club, Perth, Austràlia (gespa)                  | Austràlia (6)    | 5 − 0    | Uzbekistan     |
| Ziggo Dome, Amsterdam, Països Baixos (terra batuda interior)     | Països Baixos    | 2 − 3    | Croàcia (7)    |
| Palace of Sports, Kíev, Ucraïna (dura interior)                  | Ucraïna          | 2 − 3    | Bèlgica (8)    |

## Grups I Mundials
Els partits de la primera i segona ronda dels Grups I dels diferents sectors continentals es van disputar entre el 31 de gener i 2 de febrer, i 4 i 6 d'abril de 2014 respectivament. Els equips vencedors de la segona ronda van accedir al Play-off del Grup Mundial mentre que els perdedors de la primera ronda van accedir als respectius Play-off de descens als Grups II. La primera ronda del play-off de descens es va disputar entre el 12 i 14 de setembre, i la segona entre 24 i 26 d'octubre. L'elecció dels caps de sèrie es va basar en el rànquing de la Copa Davis.

### Àfrica/Europa
| Seu (superfície)                                               | Equip local  | Resultat     | Equip visitant |
| Segona ronda                                                   | Segona ronda | Segona ronda | Segona ronda   |
| -------------------------------------------------------------- | ------------ | ------------ | -------------- |
| Torwar Hall Cos Warsaw, Varsòvia, Polònia (dura interior)      | Polònia      | 1 − 3        | Croàcia (1)    |
| Aegon Arena, Bratislava, Eslovàquia (dura interior)            | Eslovàquia   | 4 − 1        | Àustria (2)    |
| SRC Marina, Portorož, Eslovènia (terra batuda)                 | Eslovènia    | 1 − 3        | Israel (3)     |
| Baltiska Hallen, Malmö, Suècia (dura interior)                 | Suècia (4)   | 1 − 4        | Ucraïna        |
| Primera ronda                                                  |              |              |                |
| Olympic Stadium, Moscou, Rússia (dura interior)                | Rússia       | 2 − 3        | Polònia        |
| Teniski Klub Triglav Kranj, Kranj, Eslovènia (dura interior)   | Eslovènia    | 3 − 2        | Portugal       |
| Megaron Tennis Club, Dnipropetrovsk, Ucraïna (dura interior)   | Ucraïna      | 3 − 1        | Romania        |
| Aegon Arena, Bratislava, Eslovàquia (dura interior)            | Eslovàquia   | 5 − 0        | Letònia        |
| Primera ronda del play-off de descens                          |              |              |                |
| Arenele BNR, Bucarest, Romania (terra batuda)                  | Romania      | 3 − 1        | Suècia (4)     |
| Vidzemes Olimpiskaos Centrs, Valmiera, Letònia (dura interior) | Letònia      | 1 − 4        | Àustria (2)    |
| Segona ronda del play-off de descens                           |              |              |                |
| Olympic Stadium, Moscou, Rússia (dura interior)                | Rússia       | 4 − 1        | Portugal       |
| Racketcentrum, Jönköping, Suècia (dura interior)               | Suècia (4)   | 3 − 2        | Letònia        |

### Amèrica
| Seu (superfície)                                                          | Equip local          | Resultat     | Equip visitant       |
| Segona ronda                                                              | Segona ronda         | Segona ronda | Segona ronda         |
| ------------------------------------------------------------------------- | -------------------- | ------------ | -------------------- |
| Francisco Segura Cano, Guayaquil, Equador (terra batuda)                  | Equador              | 1 − 3        | Brasil (1)           |
| Estadio de Tenis Alvaro Carlos Jordan, Cali, Colòmbia (terra batuda)      | Colòmbia (2)         | 4 − 1        | República Dominicana |
| Primera ronda                                                             |                      |              |                      |
| Francisco Segura Cano, Guayaquil, Equador (terra batuda)                  | Equador              | 3 − 2        | Veneçuela            |
| Centro Nacional de Tenis Este, Santo Domingo, República Dominicana (dura) | República Dominicana | 4 − 0        | Uruguai              |
| Play-off de descens                                                       |                      |              |                      |
| Cancha Central, Caracas, Veneçuela (dura)                                 | Veneçuela            | 1 − 4        | Uruguai              |

### Àsia/Oceania
| Seu (superfície)                                                       | Equip local          | Resultat     | Equip visitant       |
| Segona ronda                                                           | Segona ronda         | Segona ronda | Segona ronda         |
| ---------------------------------------------------------------------- | -------------------- | ------------ | -------------------- |
| Tianjin Tennis Center, Tientsin, Xina (dura)                           | R.P. de la Xina      | 2 − 3        | Uzbekistan (1)       |
| Spo1 Tennis Courts, Busan, Corea del Sud (dura)                        | Corea del Sud (2)    | 1 − 3        | Índia                |
| Primera ronda                                                          |                      |              |                      |
| Tianjin Tennis Center, Tientsin, Xina (dura interior)                  | R.P. de la Xina      | 3 − 1        | Nova Zelanda         |
| ITC Tennis Stadium, Indore, Índia (dura)                               | Índia                | 5 − 0        | República de la Xina |
| Primera ronda del play-off de descens                                  |                      |              |                      |
| Kaohsiung Yangming Tennis Courts, Kaohsiung, Xina Taipei (dura)        | República de la Xina | 1 − 3        | Corea del Sud (2)    |
| Segona ronda del play-off de descens                                   |                      |              |                      |
| Wilding Park Tennis Centre, Christchurch, Nova Zelanda (dura interior) | Nova Zelanda         | 4 − 1        | República de la Xina |

## Grups II Mundials
Els partits de la primera, segona i tercera ronda dels Grups II dels diferents sectors continentals es van disputar entre el 31 de gener i 2 de febrer, 4 i 6 d'abril, i 12 i 14 de setembre de 2014 respectivament. Els equips vencedors de la tercera ronda van accedir al Play-off dels Grup I Mundials mentre que els perdedors de la primera ronda van accedir als Play-off dels Grups II. L'elecció dels caps de sèrie es va basar en el rànquing de la Copa Davis.

### Àfrica/Europa
| Seu (superfície)                                                            | Equip local              | Resultat      | Equip visitant           |
| Tercera ronda                                                               | Tercera ronda            | Tercera ronda | Tercera ronda            |
| --------------------------------------------------------------------------- | ------------------------ | ------------- | ------------------------ |
| Mojmilo Sports Hall, Sarajevo, Bòsnia i Hercegovina (dura interior)         | Bòsnia i Hercegovina (5) | 2 − 3         | Lituània (8)             |
| Hørsholm-Rungsted Tennisklub, Copenhaguen, Dinamarca (moqueta interior)     | Dinamarca (2)            | 3 − 2         | Moldàvia (4)             |
| Segona ronda                                                                |                          |               |                          |
| Irene Country Club, Centurion, República de Sud-àfrica (dura)               | Sud-àfrica (1)           | 2 − 3         | Lituània (8)             |
| Hillerød Tennis Club, Hillerød, Dinamarca (dura interior)                   | Dinamarca (2)            | 5 − 0         | Luxemburg (7)            |
| Tali Tennis Center, Hèlsinki, Finlàndia (dura interior)                     | Finlàndia (3)            | 2 − 3         | Bòsnia i Hercegovina (5) |
| Manejul de Atletica Usoara, Chișinău, Moldàvia (terra batuda interior)      | Moldàvia (4)             | 4 − 1         | Belarús (6)              |
| Primera ronda                                                               |                          |               |                          |
| Irene Country Club, Centurion, República de Sud-àfrica (dura)               | Sud-àfrica (1)           | 3 − 2         | Mònaco                   |
| Hørsholm-Rungsted Tennisklub, Copenhaguen, Dinamarca (dura interior)        | Dinamarca (2)            | 4 − 1         | Xipre                    |
| Tali Tennis Center, Hèlsinki, Finlàndia (dura interior)                     | Finlàndia (3)            | 3 − 2         | Bulgària                 |
| Manejul de Atletica Usoara, Chișinău, Moldàvia (dura interior)              | Moldàvia (4)             | 4 − 1         | Egipte                   |
| Mojmilo Sports Hall, Sarajevo, Bòsnia i Hercegovina (moqueta interior)      | Bòsnia i Hercegovina (5) | 3 − 1         | Grècia                   |
| Republic Olympic Training Center for Tennis, Minsk, Belarús (dura interior) | Belarús (6)              | 4 − 1         | Irlanda                  |
| Club Union Sportive des Cheminots du Maroc, Rabat, Marroc (terra batuda)    | Marroc                   | 2 − 3         | Luxemburg (7)            |
| Oslo Tennis Arena, Oslo, Noruega (dura interior)                            | Noruega                  | 0 − 5         | Lituània (8)             |
| Play-off de descens                                                         |                          |               |                          |
| Oslo Tennis Arena, Oslo, Noruega (dura interior)                            | Noruega                  | 0 − 5         | Mònaco                   |
| Complexe Sportif Al AMAL, Casablanca, Marroc (terra batuda)                 | Marroc                   | 4 − 1         | Xipre                    |
| Athens Lawn Tennis Club, Atenes, Grècia (terra batuda)                      | Grècia                   | 1 − 4         | Bulgària                 |
| Castleknock Tennis Club, Dublín, Irlanda (dura interior)                    | Irlanda                  | 3 − 2         | Egipte                   |

### Amèrica
| Seu (superfície)                                                             | Equip local   | Resultat      | Equip visitant  |
| Tercera ronda                                                                | Tercera ronda | Tercera ronda | Tercera ronda   |
| ---------------------------------------------------------------------------- | ------------- | ------------- | --------------- |
| National Tennis Centre, Bridgetown, Barbados (dura)                          | Barbados      | 3 − 2         | Mèxic (2)       |
| Segona ronda                                                                 |               |               |                 |
| National Tennis Centre, Bridgetown, Barbados (dura)                          | Barbados      | 4 − 1         | El Salvador (4) |
| Club Britania Zavaleta, Puebla, Mèxic (dura)                                 | Mèxic (2)     | 3 − 1         | Perú (3)        |
| Primera ronda                                                                |               |               |                 |
| National Tennis Centre, Bridgetown, Barbados (dura)                          | Barbados      | 3 − 2         | Xile (1)        |
| Federación Nacional De Tenis De Campo, Ciutat de Guatemala, Guatemala (dura) | Guatemala     | 2 − 3         | Mèxic (2)       |
| Club De Tenis Trinidad, Trinidad, Bolívia (terra batuda)                     | Bolívia       | 2 − 3         | Perú (3)        |
| Estadio Victor Pecci, Asunción, Paraguai (terra batuda)                      | Paraguai      | 2 − 3         | El Salvador (4) |
| Play-off de descens                                                          |               |               |                 |
| Club Palestino, Santiago, Xile (terra batuda)                                | Xile (1)      | 5 − 0         | Paraguai        |
| Country Club Cochabamba, Cochabamba, Bolívia (terra batuda)                  | Bolívia       | 3 − 1         | Guatemala       |

### Àsia/Oceania
| Seu (superfície)                                                            | Equip local   | Resultat      | Equip visitant |
| Tercera ronda                                                               | Tercera ronda | Tercera ronda | Tercera ronda  |
| --------------------------------------------------------------------------- | ------------- | ------------- | -------------- |
| The National Tennis Development Centre, Nonthaburi, Tailàndia (dura)        | Tailàndia (3) | 4 − 1         | Pakistan (4)   |
| Segona ronda                                                                |               |               |                |
| Philippine Columbian Association, Manila, Filipines (terra batuda interior) | Filipines (1) | 2 − 3         | Pakistan (4)   |
| The National Tennis Development Centre, Nonthaburi, Tailàndia (dura)        | Tailàndia (3) | 4 − 1         | Kuwait         |
| Primera ronda                                                               |               |               |                |
| Sri Lanka Tennis Association Courts, Colombo, Sri Lanka (dura)              | Sri Lanka     | 1 − 3         | Filipines (1)  |
| Kuwait Tennis Federation Center, Mishref, Kuwait (dura)                     | Kuwait        | 3 − 2         | Indonèsia (2)  |
| The National Tennis Development Center, Nonthaburi, Tailàndia (dura)        | Tailàndia (3) | 4 − 1         | Hong Kong      |
| The 198 Tennis Club, Da Lat, Vietnam (dura)                                 | Vietnam       | 2 − 3         | Pakistan (4)   |
| Play-off de descens                                                         |               |               |                |
| The 198 Tennis Club, Da Lat, Vietnam (dura)                                 | Vietnam       | 2 − 3         | Sri Lanka      |
| Gelora Manahan Tennis Stadium, Surakarta, Indonèsia (dura)                  | Indonèsia (2) | 3 − 1         | Hong Kong      |

## Grup III

### Àfrica
Els partits del Grup III del sector africà es van disputar entre el 8 i el 14 de setembre de 2014 sobre terra batuda exterior en el Smash Tennis Academy del Caire, Egipte. La primera fase estava formada per un grup de quatre països i un de cinc. Els dos primers de cada grup es van enfrontar en una eliminatòria, el primer del grup A contra el segon del B i el primer del B contra el segon de l'A, per determinar els dos països que ascendien al sector Amèrica del Grup II.
Grup A
|            | Zimbàbue | Congo | Madagascar | Nigèria | V − D | Partits | Sets | Jocs | Pos. |
| Zimbàbue   |          | 3−0   | 2−1        | 3−0     | 3−0   | 3−0     | 6−0  | 36−1 | 1    |
| Congo      | 0−3      |       | 0−3        | 0−3     | 0−3   | 0−6     | 0−12 | 1−72 | 4    |
| Madagascar | 1−2      | 3−0   |            | 3−0     | 2−1   | 3−0     | 6−0  | 36−0 | 2    |
| Nigèria    | 0−3      | 3−0   | 0−3        |         | 1−2   | 0−0     | 0−0  | 0−0  | 3    |

Grup B
|          | Algèria | Botswana | Benín | Moçambic | Namíbia | V − D | Partits | Sets | Jocs  | Pos. |
| Algèria  |         | 3−0      | 3−0   | 3−0      | 3−0     | 4−0   | 6−0     | 12−0 | 74−31 | 1    |
| Botswana | 0−3     |          | 0−3   | 1−2      | 0−3     | 0−3   | 0−6     | 1−12 | 33−78 | 5    |
| Benín    | 0−3     | 3−0      |       | 2−1      | 1−2     | 2−2   | 2−1     | 5−3  | 39−34 | 3    |
| Moçambic | 0−3     | 2−1      | 1−2   |          | 0−3     | 1−3   | 1−5     | 3−11 | 49−76 | 4    |
| Namíbia  | 0−3     | 3−0      | 2−1   | 3−0      |         | 3−1   | 3−0     | 6−1  | 41−17 | 2    |

Play-offs
| Ronda         | Equip A    | Resultat | Equip B  |
| ------------- | ---------- | -------- | -------- |
| Ascens        | Zimbàbue   | 2 − 0    | Namíbia  |
| Ascens        | Madagascar | 2 − 0    | Algèria  |
| Cinquè / Sisè | Nigèria    | 1 − 2    | Benín    |
| Setè / Vuitè  | Congo      | 0 − 2    | Moçambic |

### Amèrica
Els partits del Grup III del sector americà es van disputar entre el 2 i el 7 de juny de 2014 sobre pista dura exterior en el Palmas Athletic Club d'Humacao, Puerto Rico. La primera fase estava formada per un grup de quatre països i un de cinc. Els dos primers de cada grup es van enfrontar en una eliminatòria, el primer del grup A contra el segon del B i el primer del B contra el segon de l'A, per determinar els dos països que ascendien al sector Amèrica del Grup II.
Grup A
|          | Bahames | Hondures | Panamà | Cuba | V − D | Partits | Sets | Jocs   | Pos. |
| Bahames  |         | 3−0      | 2−1    | 1−2  | 2−1   | 6−3     | 15−6 | 111−71 | 2    |
| Hondures | 0−3     |          | 3−0    | 0−3  | 1−2   | 3−6     | 6−13 | 73−102 | 3    |
| Panamà   | 1−2     | 0−3      |        | 0−3  | 0−3   | 1−8     | 3−17 | 72−118 | 4    |
| Cuba     | 2−1     | 3−0      | 3−0    |      | 3−0   | 8−1     | 16−4 | 105−70 | 1    |

Grup B
|                   | Puerto Rico | Costa Rica | Jamaica | Trinitat i Tobago | Bermudes | V − D | Partits | Sets  | Jocs    | Pos. |
| Puerto Rico       |             | 2−1        | 3−0     | 3−0               | 3−0      | 4−0   | 11−1    | 23−3  | 151−78  | 1    |
| Costa Rica        | 1−2         |            | 3−0     | 3−0               | 3−0      | 3−1   | 10−2    | 21−7  | 150−112 | 2    |
| Jamaica           | 0−3         | 0−3        |         | 2−1               | 1−2      | 1−3   | 3−9     | 7−19  | 99−143  | 4    |
| Trinitat i Tobago | 0−3         | 0−3        | 1−2     |                   | 0−3      | 0−4   | 1−11    | 3−23  | 75−150  | 5    |
| Bermudes          | 0−3         | 0−3        | 2−1     | 3−0               |          | 2−2   | 5−7     | 13−15 | 125−117 | 3    |

Play-offs
| Ronda         | Equip A  | Resultat | Equip B     |
| ------------- | -------- | -------- | ----------- |
| Ascens        | Cuba     | 1 − 2    | Costa Rica  |
| Ascens        | Bahames  | 1 − 2    | Puerto Rico |
| Cinquè / Sisè | Hondures | 2 − 0    | Bermudes    |
| Setè / Vuitè  | Panamà   | 2 − 1    | Jamaica     |

### Àsia/Oceania
Els partits del Grup III del sector asiàtico-oceànic es van disputar entre el 9 i el 15 de juny de 2014 sobre terra batuda exterior en el Enghelab Sport Complex de Teheran, Iran. La primera fase estava formada per dos grups de quatre països. El dos primers de cada grup es van enfrontar en una eliminatòria, el primer del grup A contra el segon del B i el primer del B contra el segon de l'A, per determinar els dos països que ascendien al sector Àsia/Oceania del Grup II. Els dos últims de cada grup formaven un nou grup de descens, en el qual els dos últims descendien al Grup IV.
Grup A
|              | Malàisia | Síria | Cambodja | Turkmenistan | V − D | Partits | Sets  | Jocs    | Pos. |
| Malàisia (1) |          | 2−1   | 2−1      | 2−1          | 3−0   | 6−3     | 14−9  | 122−100 | 1    |
| Síria        | 1−2      |       | 2−1      | 2−1          | 2−1   | 5−4     | 12−9  | 108−97  | 2    |
| Cambodja     | 1−2      | 1−2   |          | 2−1          | 1−2   | 4−5     | 10−10 | 95−101  | 3    |
| Turkmenistan | 1−2      | 1−2   | 1−2      |              | 0−3   | 3−6     | 7−15  | 95−122  | 4    |

Grup B
|                     | Líban | Iran | Emirats Àrabs Units | Singapur | V − D | Partits | Sets | Jocs   | Pos. |
| Líban (2)           |       | 0−3  | 2−1                 | 3−0      | 2−1   | 5−4     | 12−8 | 95−89  | 2    |
| Iran                | 3−0   |      | 3−0                 | 3−0      | 3−0   | 9−0     | 18−2 | 119−47 | 1    |
| Emirats Àrabs Units | 1−2   | 0−3  |                     | 2−1      | 1−2   | 3−6     | 6−13 | 64−92  | 3    |
| Singapur            | 0−3   | 0−3  | 1−2                 |          | 0−3   | 1−8     | 3−16 | 55−105 | 4    |

Play-offs
| Ronda   | Equip A      | Resultat | Equip B             |
| ------- | ------------ | -------- | ------------------- |
| Ascens  | Malàisia (1) | 0 − 2    | Líban (2)           |
| Ascens  | Iran         | 3 − 0    | Síria               |
| Descens | Cambodja     | 2 − 1    | Singapur            |
| Descens | Turkmenistan | 2 − 1    | Emirats Àrabs Units |

### Europa
Els partits del Grup III del sector europeu es van disputar entre el 5 i el 8 de maig de 2014 sobre terra batuda exterior en el Gellert Szabadidokozpon de Szeged, Hongria. La primera fase estava formada per quatre grups de tres països. Els primers de cada grup es van enfrontar en una eliminatòria, el primer del grup A contra el primer del C i el primer del B contra el primer del D, per determinar els dos països que ascendien al sector Àfrica/Europa del Grup II.
Grup A
|         | Hongria | Malta | Albània | V − D | Partits | Sets | Jocs  | Pos. |
| Hongria |         | 3−0   | 3−0     | 2−0   | 6−0     | 12−0 | 72−11 | 1    |
| Malta   | 0−3     |       | 1−2     | 0−2   | 1−5     | 2−11 | 36−72 | 3    |
| Albània | 0−3     | 2−1   |         | 1−1   | 2−4     | 5−8  | 41−66 | 2    |

Grup B
|                    | Macedònia del Nord | Armènia | Liechtenstein | V − D | Partits | Sets | Jocs  | Pos. |
| Macedònia del Nord |                    | 3−0     | 3−0           | 2−0   | 6−0     | 12−0 | 72−18 | 1    |
| Armènia            | 0−3                |         | 3−0           | 1−1   | 3−3     | 6−6  | 48−45 | 2    |
| Liechtenstein      | 0−3                | 0−3     |               | 0−2   | 0−6     | 0−12 | 15−73 | 3    |

Grup C
|            | Geòrgia | Montenegro | Islàndia | V − D | Partits | Sets | Jocs  | Pos. |
| Geòrgia    |         | 3−0        | 3−0      | 2−0   | 6−0     | 12−1 | 75−31 | 1    |
| Montenegro | 0−3     |            | 3−0      | 1−1   | 3−3     | 7−6  | 59−44 | 2    |
| Islàndia   | 0−3     | 0−3        |          | 0−2   | 0−6     | 0−12 | 13−72 | 3    |

Grup D
|            | Estònia | Turquia | San Marino | V − D | Partits | Sets | Jocs  | Pos. |
| Estònia    |         | 1−2     | 3−0        | 1−1   | 4−2     | 8−5  | 67−52 | 2    |
| Turquia    | 2−1     |         | 3−0        | 2−0   | 5−1     | 11−2 | 73−41 | 1    |
| San Marino | 0−3     | 0−3     |            | 0−2   | 0−6     | 0−12 | 25−72 | 3    |

Play-offs
| Ronda          | Equip A            | Resultat | Equip B    |
| -------------- | ------------------ | -------- | ---------- |
| Ascens         | Hongria            | 2 − 0    | Geòrgia    |
| Ascens         | Macedònia del Nord | 0 − 2    | Turquia    |
| Cinquè / Vuitè | Liechtenstein      | 0 − 3    | Montenegro |
| Cinquè / Vuitè | Malta              | 1 − 2    | Estònia    |
| Novè / Dotzè   | Armènia            | 2 − 0    | Islàndia   |
| Novè / Dotzè   | Albània            | 0 − 3    | San Marino |

## Grup IV

### Àsia/Oceania
Els partits del Grup IV del sector asiàtico-oceànic es van disputar entre el 9 i el 15 de juny de 2014 sobre terra batuda exterior en l'Enghelab Sport Complex de Teheran, Iran. La primera fase estava formada per un grup de cinc països i un de sis. El dos primers de cada grup es van enfrontar en una eliminatòria, el primer del grup A contra el segon del B i el primer del B contra el segon de l'A, per determinar els dos països que ascendien al sector Àsia/Oceania del Grup III.
Grup A
|                     | Pacific Oceania | Jordània | Bangladesh | Iraq | Kirguizstan | V − D | Partits | Sets  | Jocs    | Pos. |
| Pacific Oceania (1) |                 | 3−0      | 2−1        | 2−1  | 3−0         | 4−0   | 10−2    | 21−8  | 154−112 | 1    |
| Jordània            | 0−3             |          | 3−0        | 2−1  | 3−0         | 3−1   | 8−4     | 18−12 | 147−110 | 2    |
| Bangladesh          | 1−2             | 0−3      |            | 3−0  | 3−0         | 2−2   | 7−5     | 18−11 | 144−107 | 3    |
| Iraq                | 1−2             | 1−2      | 0−3        |      | 3−0         | 1−3   | 5−7     | 12−14 | 111−114 | 4    |
| Kirguizstan         | 0−3             | 0−3      | 0−3        | 0−3  |             | 0−4   | 0−12    | 0−24  | 31−144  | 5    |

Grup B
|                | Qatar | Aràbia Saudita | Oman | Bahrain | Mongòlia | V − D | Partits | Sets  | Jocs    | Pos. |
| Qatar (2)      |       | 1−2            | 3−0  | 3−0     | 3−0      | 1−3   | 10−2    | 21−5  | 149−71  | 2    |
| Aràbia Saudita | 2−1   |                | 3−0  | 2−1     | 2−1      | 4−0   | 9−3     | 18−8  | 135−100 | 1    |
| Oman           | 0−3   | 0−3            |      | 0−3     | 0−3      | 0−4   | 0−12    | 0−24  | 40−145  | 5    |
| Bahrain        | 0−3   | 1−2            | 3−0  |         | 1−2      | 1−3   | 5−7     | 11−15 | 104−126 | 4    |
| Mongòlia       | 0−3   | 1−2            | 3−0  | 2−1     |          | 2−2   | 6−6     | 14−12 | 120−106 | 3    |

Play-offs
| Ronda       | Equip A             | Resultat | Equip B        |
| ----------- | ------------------- | -------- | -------------- |
| Ascens      | Pacific Oceania (1) | 1 − 2    | Qatar (2)      |
| Ascens      | Jordània            | 0 − 2    | Aràbia Saudita |
| Cinquè/Sisè | Bangladesh          | 2 − 1    | Mongòlia       |
| Setè/Vuitè  | Iraq                | 2 − 1    | Bahrain        |
| Novè/Desè   | Kirguizstan         | 2 − 1    | Oman           |

## Resum
| Grup         | Grup      | Països                                                                       |
| ------------ | --------- | ---------------------------------------------------------------------------- |
| Grup Mundial | Campió    | Suïssa                                                                       |
| Grup Mundial | Finalista | França                                                                       |
| Grup Mundial | Descens   | Espanya, Països Baixos                                                       |
| Grup I       | Ascens    | Brasil, Croàcia                                                              |
| Grup I       | Descens   | Letònia, Portugal, Veneçuela, República de la Xina                           |
| Grup II      | Ascens    | Barbados, Dinamarca, Lituània, Tailàndia                                     |
| Grup II      | Descens   | Egipte, Grècia, Guatemala, Hong Kong, Noruega, Paraguai, Vietnam, Xipre      |
| Grup III     | Ascens    | Costa Rica, Hongria, Iran, Líban, Madagascar, Puerto Rico, Turquia, Zimbàbue |
| Grup III     | Descens   | Emirats Àrabs Units, Singapur                                                |
| Grup IV      | Ascens    | Aràbia Saudita, Qatar                                                        |

## Rànquing
| Rànquing de la Copa Davis ITF 2014 (24/11/2014) | Rànquing de la Copa Davis ITF 2014 (24/11/2014) | Rànquing de la Copa Davis ITF 2014 (24/11/2014) | Rànquing de la Copa Davis ITF 2014 (24/11/2014) | Rànquing de la Copa Davis ITF 2014 (24/11/2014) | Rànquing de la Copa Davis ITF 2014 (24/11/2014) |
| Pos.                                            | País                                            | Punts                                           | Eliminatòries                                   | Ant.                                            | Mov.                                            |
| ----------------------------------------------- | ----------------------------------------------- | ----------------------------------------------- | ----------------------------------------------- | ----------------------------------------------- | ----------------------------------------------- |
| 1.                                              | Txèquia                                         | 35.850,00                                       | 13                                              | 1                                               | =                                               |
| 2.                                              | Suïssa                                          | 24.737,50                                       | 10                                              |                                                 | Augment                                         |
| 3.                                              | França                                          | 16.725,00                                       | 11                                              |                                                 | Augment                                         |
| 4.                                              | Sèrbia                                          | 14.125,00                                       | 11                                              |                                                 | Disminució                                      |
| 5.                                              | Argentina                                       | 12.406,25                                       | 12                                              |                                                 |                                                 |
| 6.                                              | Espanya                                         | 12.125,00                                       | 12                                              |                                                 | Disminució                                      |
| 7.                                              | Itàlia                                          | 9.146,88                                        | 9                                               |                                                 |                                                 |
| 8.                                              | Estats Units                                    | 6.931,25                                        | 9                                               |                                                 |                                                 |
| 9.                                              | Canadà                                          | 6.728,13                                        | 10                                              |                                                 |                                                 |
| 10.                                             | Kazakhstan                                      | 4.653,13                                        | 8                                               |                                                 |                                                 |